# United Overseas Bank

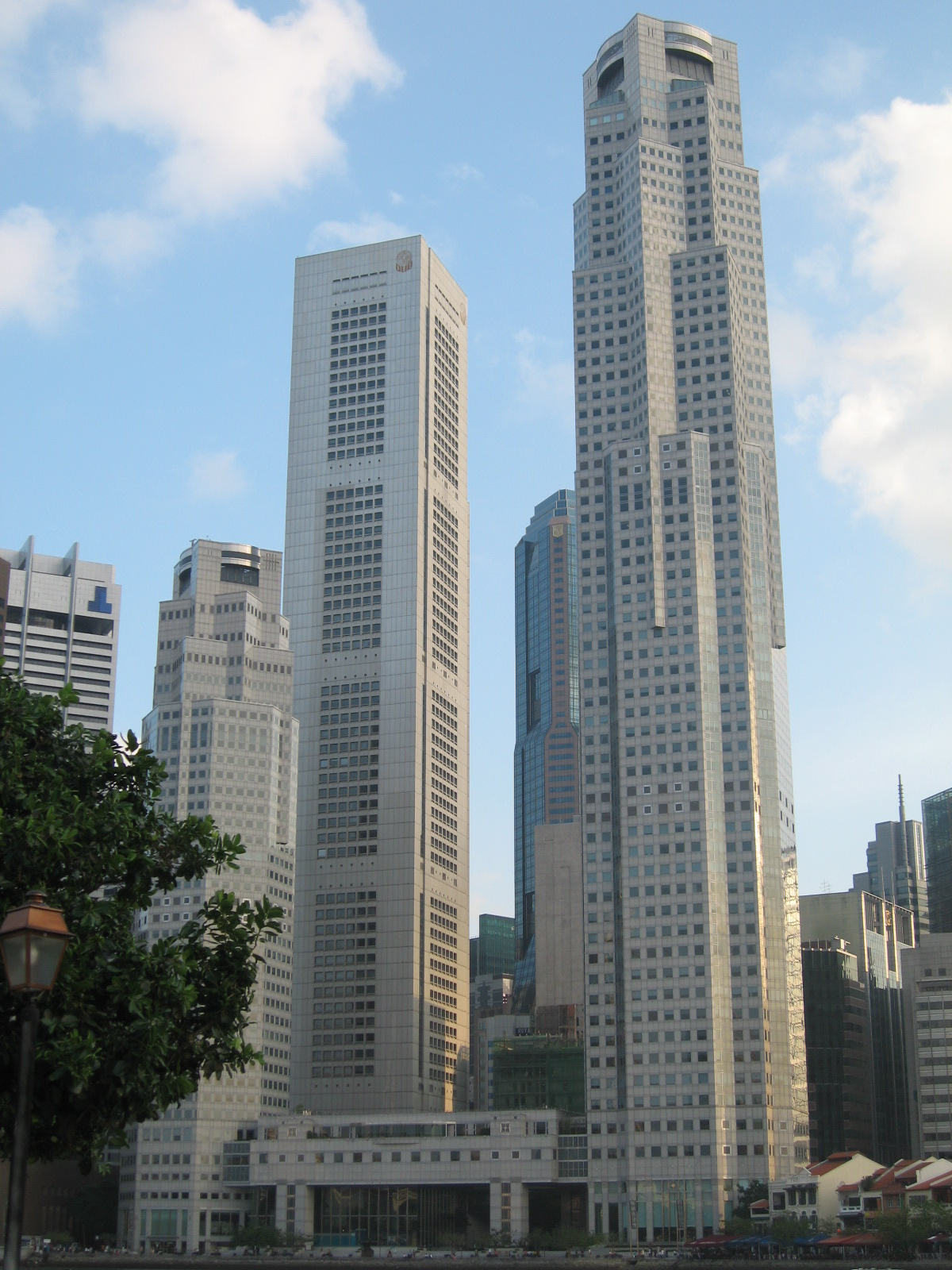
UOB Plaza à Singapour

United Overseas Bank (UOB) est une banque basée à Singapour.

## Histoire
En janvier 2022, United Overseas Bank annonce l'acquisition des activités de banque de détail de Citigroup en Malaisie, Indonésie Thaïlande et au Vietnam, incluant 24 agences et 5 000 employés, pour 3,7 milliards de dollars.